# Anton Palzer
Anton Palzer, né le 11 mars 1993 à Ramsau bei Berchtesgaden, est un skieur alpiniste, coureur à pied et coureur cycliste allemand. Il est membre de l'équipe Bora-Hansgrohe.

## Biographie

### Sports de montagne
Pratiquant les sports de montagne avec le ski-alpinisme en hiver et la course en montagne en été, Anton remporte son premier titre national senior à seize ans en devenant champion d'Allemagne de ski-alpinisme en 2009. En 2013, il remporte le titre de champion d'Allemagne de course en montagne.
Il se spécialise ensuite dans la discipline de Vertical Race et remporte la médaille d'argent derrière Kílian Jornet aux Championnats du monde de ski-alpinisme à Verbier. Il décroche le globe de cristal de la discipline lors de la Coupe du monde de ski-alpinisme 2018, ayant décroché deux victoires durant la saison.

### Cyclisme
Au cours de sa carrière en ski-alpinisme, Anton Palzer est contacté par Ralph Denk, dirigeant de la formation cycliste allemande Bora-Hansgrohe, qui l'invite à un stage d'entraînement. Lors de celui-ci, il fait forte impression auprès de l'entraîneur Helmut Dollinger, à tel point que l'équipe Bora-Hansgrohe l'invite à passer professionnel à partir d'avril 2021,,. Lors d'un stage d'entraînement en janvier en Italie, il fait partie d'un groupe de 7 coureurs de son équipe qui est percuté par un automobiliste. Palzer est atteint de blessures superficielles,.
Il dispute sa première course professionnelle à l'occasion du Tour des Alpes 2021.
En juin 2022, Palzer doit renoncer à prendre le départ de la sixième étape du Tour de Suisse à la suite d'un test positif au SARS-CoV-2.
En novembre 2023, Bora-Hangsrohe annonce la prolongation de contrat de Palzer jusqu'en fin d'année 2024.

## Palmarès en cyclisme sur route

### Résultats sur les grands tours

#### Tour d'Italie
1 participation
- 2023 : 51e

#### Tour d'Espagne
1 participation
- 2021 : 102e

## Caractéristiques
Anton Palzer se distingue par une VO2max significativement élevée de 92 ml/min/kg,. Pesant 60 kg, ses aptitudes l'orientent vers un profil de grimpeur. Selon Frédéric Grappe, entraîneur de la formation Groupama FDJ en 2021, Palzer peut « répondre aux attentes dans les cols » à condition de savoir s'adapter aux variations d'intensité plus fréquentes en cyclisme qu'en ski-alpinisme et de s'intégrer à un peloton en course, que ce soit pour se placer lors des montées ou pour suivre le rythme lors des descentes.